# 佩埃尔坎卡拉奈
佩埃尔坎卡拉奈（Peerkankaranai），是印度泰米尔纳德邦Kancheepuram县的一个城镇。总人口17521（2001年）。

## 人口
该地2001年总人口17521人，其中男性8835人，女性8686人；0—6岁人口1758人，其中男918人，女840人；识字率82.19%，其中男性为85.65%，女性为78.68%。